# 帕克鎮區 (堪薩斯州塞奇威克縣)
帕克鎮區（英語：Park Township）為美國堪薩斯州塞奇威克縣轄下的鎮區。2010年美国人口普查中此鎮區人口有4,615人。

## 地理
帕克鎮區涵蓋總面積為73.8平方（28.48平方英里），其中陸地面積為70.9平方（27.38平方英里），水域面積為2.8平方（1.10平方英里）或3.86%。海拔高度409（1,342英尺）。

## 人口統計
根據2010年美國人口普查，帕克鎮區人口有4,615人，其中男性有2,287人，女性有2,328人，人口密度為每平方公里62.59人，住房計1,778戶。鎮區內的白人有4,221人，非裔美國人有66人，美洲原住民有47人，亞裔美國人有35人，太平洋島裔美國人有4人，其他種族有71人，混血種族則有171人。此外鎮區內有334人為西班牙裔或拉丁裔美國人。此鎮區之年齡中位數為33.0歲，而男性年齡中位數為32.2歲，女性年齡中位數為33.5歲。

## 交通

### 主要公路
- 96號堪薩斯州州道